# فرانک‌ها
فرانک‌ها (به لاتین: Franci یا gens Francorum) یکی از قبایل متعدد کنفدراسیون غربی ژرمن بودند. این کنفدراسیون متشکل از اقوام مختلف ژرمن از قبیل: سالی‌ها، سوگامبری، چاماوی، تنکتری، چاتورایی، بروکتری، اوسیپت‌ها، آمپسیواری و چاتی بودند. آن‌ها از مرکز آلمان به داخل امپراتوری روم آمدند و به عنوان یک فوئدراتی (هم‌پیمان روم) قبول شدند. فرانک‌ها توانستند حکومتی دیرپا بنا کنند که بخش اعظم فرانسه امروزی و مناطق غربی آلمان(فرانکونیا، راینلند و هسن) را تحت پوشش خود قرار می‌داد و هستهٔ تاریخی دو کشور آلمان و فرانسه امروزی را شکل داد. ایمان آوردن کلوویس یکم، شاه کافر فرانک‌ها به مسیحیت، رخدادی تأثیرگذار در تاریخ اروپا به‌شمار می‌رود.
از آنجا که فرانک‌ها سالیان دراز بر بخش غربی اروپا چیرگی داشتند در میان ملت‌های دیگر مانند ایرانیان، هندیان و عرب‌ها همه اروپا به نام آنان خوانده می‌شد، آنچنان که در فارسی به اروپایی فرنگی، در عربی الفرنجی و در هندی Feringhi گفته می‌شد.

## آغاز کار فرانک‌ها
بر پایه کهن‌ترین نوشته‌ها فرانک‌ها در آغاز در پانونیا در نزدیکی رود دانوب می‌زیستند ولی پس از چندی به سوی کرانه‌های راین کوچیدند. همچنین دیگر نوشته‌های کهن به ما می‌گوید که سرزمین نخستین فرانک‌ها دهانه رود دانوب در کنار دریای سیاه بوده‌است و اینان در زمان‌های پیش از تاریخ به سوی رود راین کوچیده‌اند. در همین هنگام نیز خود را بدین نام که اکنون ما آن‌ها را می‌شناسیم؛ فرانک Franko؛ خوانده‌اند (نزدیک به ۱۱ پیش از میلاد)، فرانک‌ها را پیش از آن سیکامبرها می‌خواندند. این نام و خاستگاهشان نشان دهنده این است که آنان شاخه‌ای از سکاها یا کیمریان بوده‌اند. این داستان هم‌ریشه بودن با دو تیره نام برده با دیگر اسطوره‌های ملت‌های اروپا نیز همخوانی دارد.
فرانک‌های کوچنده به دسته‌های کوچک ژرمن در کنار رودخانه راین و سرزمین‌های شرقی آن بخش شده و ساکن گردیدند. پس از آن با سود بردن از نبرد میان مارکومان‌ها و روم که در سال ۱۶۶ آغاز شد و تا سده‌های دوم و سوم میلادی به درازا انجامید از سرزمین هلند کنونی تا مرزهای شمال روم نیز پراکنده شدند.
نزدیک سال ۲۵۰ گروهی از فرانک‌ها از ناتوانی رومیان سود بردند و به درون اسپانیای کنونی رخنه کردند و سرانجام رومیان آن‌ها را از مرزهای خویش بیرون راندند. پس از چهل سال فرانک‌ها که بر اشلت چیرگی یافته بودند، به راه‌های آبی بریتانیا نفوذ می‌کردند. رومیان توانستند منطقه را آرام کنند ولی فرانک‌ها را از آن جا بیرون نراندند.

## زبان
فرانکها به زبان فرانکی باستان سخن می‌گفتند، وامواژه‌های بسیاری از این زبان در زبان‌ها فرانسوی و لاتین به جای مانده‌است. این زبان با گذشت زمان به زبان هلندی باستان تبدیل گشت که در سده هفتم میلادی در سرزمین‌های دلتای رود راین و و اشلت بدان سخن گفته می‌شد و سرانجام فرانسوی باستان که از جنوب پیشروی کرده بود جایگزین این زبان گردید.

## امپراتوری فرانک‌ها

### پی‌ریزی
میان سالهای ۳۵۵ تا ۳۵۸ گروهی از فرانکها بر یکی از آبراه‌های رود راین دست یافتند، امپراتور ژولین دوم آن‌ها را آرام نمود ولی برای اینکه با آن‌ها کنار بیاید سرزمین گل بلژیک را بدانها واگذار کرد و از این تاریخ فرانکها همپیمان رومیان به‌شمار می‌آمدند. بر این پایه فرانکها نخستین ژرمنهایی بودند که برای همیشه در سرزمین‌های رومیان جاگیر شدند. سرزمینی را که اینان در آنجا نشستند امروزه فلاندر و بخش جنوبی کشور هلند می‌باشد که مردمان ژرمن‌زبان آن‌ها از تبار همان فرانکهای باستانند.
از همین سرزمین بود که رفته‌رفته فرانکها بر دیگر بخش‌های گل روم (فرانسه) از شمال دره لوار تا شرق آکیتان، ویزیگوت را زیر چیرگی خویش درآوردند. آن‌ها همچنین به عنوان همپیمان رومیان از مرزها پدافند می‌نمودند، برای نمونه هنگامی که قبیله‌های ژرمن شرقی در سال ۴۰۶ در راستای رود راین به مرزهای روم تاختند فرانکها با ایشان به نبرد پرداختند.

## مروونژی‌ها
دربارهٔ پادشاهی نخستین سران فرانک‌ها؛ فاراموند (۴۱۹–۴۲۷) و کلودیو (۴۲۷–۴۴۷)؛ گزارشها بسیار آمیخته با افسانه هستند تا حقیقت، از اینرو نمی‌توان با یقین آن‌ها را دارای پیوند با مروونژی‌ها دانست.
کلودیو را نخستین شاه فرانکها دانسته‌اند که آغاز به گرفتن سرزمین گل نمود. او کارش را با گشودن شهر کامبره آغاز کرد و مرزهایش را از جنوب تا سوم گسترد. می‌نماید که نزدیک سال ۴۳۱ میلادی او از امپراتور روم آئتیوس شکست خورده باشد و عقب‌نشینی کرده باشد. در این دوران شمار فرانکها در سرزمین گل بسیار افزایش یافته بوده‌است.
در ۴۵۱ آئتیوس از فرانک‌های همپیمان خویش خواست تا به وی در نبرد با آتیلا سرکرده هون‌ها یاری برسانند. فرانک‌های سالی خواهش او را پذیرفتند و هونها را از مرزهای امپراتوری دور نمودند. تاریخ‌نویسان سرکرده فرانکها در این نبرد را مرووش دانسته و از او به نام پسر کلودیو نام برده‌اند. پس از مرووش پسرش شیلدریک یکم جانشین او شد.

## کارولنژی‌ها
پادشاهی کارولنژی‌ها از عزل واپسین شاه مروونژی‌ها با همدستی پاپ و موافقت با پادشاهی پپن کهتر پدر شارلمانی در سال ۷۵۱ آغاز شد. پپن به عنوان شهردار کاخها جانشین پدرش شارل مارتل شده بود و به عنوان یک پادشاه گزینشی بر تخت نشست. وی در سال ۷۵۴ با پاپ استفان سوم همپیمان شد و اینچنین جایگاه خویش را استوار نمود. پاپ در کلیسای سن دنی حاضر شد و جشنی به راه انداخت و پادشاه و خانواده‌اش را غسل تعمید داد و آن‌ها را پشتیبانان روم خواند. او در سال پس از آن به قولش وفا کرد و راونا را که به تازگی به دست لومباردها افتاده بود آزاد ساخته و به پاپ سپرد. این منطقه پیشتر به دست بیزانس گردانده می‌شد. وی همچنین سرزمین‌های گرداگرد رم را نیز به پاپ پیشکش کرد و اینچنین دولت پاپی را پدید آورد. اینچنین پاپ بر این چشمداشت بود که پادشاهی کارولنژی جهانی پدید آورد که پاپ کانون آن باشد.
با مرگ پپن در سال ۷۶۸ میلادی پسرانش شارل و کارلمان سرزمین پدرشان را میان خویش بخش نمودند ولی به زودی کارلمان به صومعه رفت و به عبادت پرداخت و کوتاه زمانی پس از آن مرد و کشورش به برادرش که اکنون وی را با نام شارلمانی می‌شناسیم رسید.

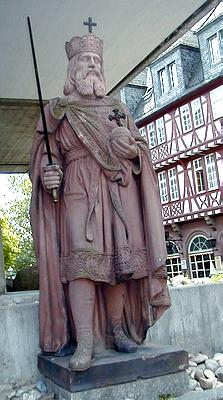
تندیس شارلمانی در شهر فرانکفورت در کشور آلمان

شارلمانی از ۷۷۲ میلادی ساکسون‌ها را شکست داد و سرزمینشان را بر مرزهای خویش افزود. در ۷۸۵ میلادی ویدوکیند یکی از رهبران ساکسونها غسل تعمید را پذیرفت و این‌گونه تن به آشتی داد ولی دیگر ساکسونها همچنان به جنگ ادامه دادند. در ۷۸۷ میلادی شارلمانی پس از پیروزی بر ساکسونها در وردون هزاران تن از اسیران ساکسون را که به کیش مسیحیت نگرویده بودند کشت.
میان سالهای ۷۷۳ میلادی تا ۷۷۴ میلادی او لومباردها را شکست داد و مرزهایش را تا شمال ایتالیا گسترد و فرمانروایی پاپ را احیا نمود.
در ۷۷۸ تالاسیو دوک باواریا بر شارلمانی شورید ولی سرانجام از او شکست خورد و باواریا نیز به خاک شارلمانی پیوسته شد. تا سال ۷۹۶ میلادی شارلمانی بر خاک کشورش از سوی جنوب شرقی افزود تا اینکه مرزهایش را به اتریش و کرواسی کنونی رساند.
شارلمانی مرزهایش را از جنوب غربی تا پیرنه در شمال اسپانیای کنونی، همه فرانسه کنونی به جز بریتانی (که فرانکها هرگز بدان دست نیافتند)، از سوی شرقی تا آلمان کنونی و افزون بر آن شمال ایتالیا و اتریش کنونی گسترد. وی از کلیسا و آیین مسیح پشتیبانی نمود و جانشینانش نیز این پشتیبانی را پی گرفتند. وی بزرگ‌ترین پشتیبان مسیحیت در مغرب‌زمین بود و از این روی در ادب و فرهنگ سبب پدیدار گشتن تحولی بود که رنسانس کارولنژی خوانده می‌شود.
در روز کریسمس سال ۸۰۰ میلادی پاپ لئو سوم بر سر شارلمانی تاج امپراتوری روم را گذارد ولی خود شارلمانی عنوان امپراتور، شاه فرانکها و لومباردها را ترجیح داد. بدین گونه او رقیب بیزانس بر سر جانشینی امپراتوری روم گشت چه که بیزانسیها خود را دنباله امپراتوری روم می‌دانستند. در ۸۱۲ میشل یکم امپراتور بیزانس حاضر نشد شارلمانی را به رسمیت بشناسد.
شارلمانی در ۲۸ ژانویه ۸۱۴ میلادی در آخن درگذشت و او را در کاخ خودش در همین شهر به خاک سپردند.
شارلمانی چندین پسر داشت که از میان آن‌ها لوئی پارسا جانشین پدر شد. لوئی در ۸۴۰ میلادی درگذشت . پس از او در ۸۴۳ میلادی امپراتوری کارولنژی به سه بخش فرانک غربی، فرانک شرقی و فرانک میانی تقسیم شد و هرکدام به یکی از پسران لوئی رسید.
در ۱۲ دسامبر ۸۸۴ میلادی شارل فربه بسیاری از بخش‌های پیشین امپراتوری را به جز بورگوندی باز به هم پیوند زد. کمی پس از آن در ۸۸۷ میلادی خواهرزاده او آرنولف در فرانک غربی (آلمان کنونی) بر ضد او شورید و خود را پادشاه آن سرزمین خواند. شارل به زودی کناره گرفته و درگذشت(۱۳ ژانویه ۸۸۸ میلادی). اودوی یکم کنت پاریس کنترل بخش غربی (فرانسه کنونی) را در دست گرفت و یک ماه پس از آن تاجگذاری نمود. کارولنژی‌ها ده سال پس از آن دوباره در فرانسه قدرت را در دست گرفتند و توانستند تا سال ۹۸۷ میلادی به پادشاهی ادامه دهند. پادشاهی اینان نیز در همین سال با مرگ لوئی چهارم به پایان رسید.